# 이호준 (화가)
이호준(1969년 ~ )은 궁궐 전문 작가로서 대한민국 대표 국가유산인 궁궐의 아름다움에 빠져 16년에 걸쳐 경복궁, 창덕궁 등 5대 궁궐과 종묘, 사직을 찾아 사진과 그림, 캘리그라피로 담아내어 '궁궐에 미친 남자'로 알려져 있다.
그는 '궁궐에 미친 남자'를 줄여 궁미남으로 불리기도 하며, 역사문화 전문 출판사 북촌의 대표로서 '북촌선비'라는 또 다른 닉네임도 가지고 있다.
또한 그는 '궁궐에 미친 남자'의 영문 표기인 'Crazy About Palaces'의 첫 문자들을 딴 'CAP'이라는 별명으로 불리기도 한다.
현재 페이스북에서 '선비, 궁궐에 미치다' 시리즈를 1357회에 걸쳐 연재하고 있다.

## 학력
- 경원고등학교 졸업

- 경북대학교 인문대학 영어영문학과 학사

- 연세대학교 대학원 비교문학협동과정 석사

## 경력
- 2015년 3월 27일 ~ 현재: 출판사 북촌 대표

## 전시회와 KBS 9시 뉴스
2019년 8월, 궁미남 이호준은 10년 동안 궁궐과 만나 소통했던 사진과 그림을 선별한 뒤 운현궁에서 "사진과 그림으로 만나는 경복궁"이라는 제목의 첫 번째 전시회를 개최했다.
KBS에서는 9시 뉴스를 통해 그와 그의 작품 세계에 주목했으며, 많은 관람객들이 그의 전시회를 찾아 궁궐의 매력이 오롯이 담긴 묵화와 내밀한 아름다움이 담긴 사진들과 마주했다.
첫 번째 전시 이후에도 궁미남 이호준은 정궁의 역할을 감당한 경복궁과 창덕궁의 인연을 그려낸 ‘인연, 두 궁궐이야기’(2021), 역사적으로 궁궐을 삶의 터전으로 삼았던 부엉이를 소통의 매개로 삼아 '자연을 품은 궁궐'과 '궁궐을 품은 자연'을 노래한 ‘궁궐과 부엉이’(2022) 전시회를 잇따라 열었다.
2022년 10월에 그는 '궁궐의 기억'이라는 제목으로 초대전을 열었는데, 여기서는 '궁궐과 사람, 기억으로 마주보다'라는 주제에 주목하여 궁궐이 기억하는 역사, 자연, 문화의 어우러짐을 그만의 독특한 시선으로 담아낸 작품으로 보여주었고, 궁궐을 찾은 사람들이 시공간을 초월하여 소통을 이어가기를 바라는 열망을 노래했다.

## 수상
- 2022년: 중앙회화대전 입선[3] - 작품 제목: 쉼
- 2023년: 중앙회화대전 입선[4] - 작품 제목: 대화

## 저서
- 2020년: 써보자 캘리그림[5]
- 2020년: 써보자 고양이캘리[6]